# Epidemia de dengue de 2024 en Perú
La epidemia de dengue de 2024 en Perú es una epidemia de la enfermedad del dengue, transmitida por el mosquito Aedes aegypti debido al aumento de temperatura y la ausencia de invierno en el 2023.

## Desarrollo
El 5 de febrero del 2024, el ministerio de salud (MINSA) informó que había un aumento del 40% de casos con respecto a enero del 2023. El 13 de febrero, el MINSA reportó que había 13 010 casos de dengue a nivel nacional. El 16 de febrero, la Defensoría del Pueblo solicitó a la DIRESA Callao y a los municipios chalacos la acción coordinada para tomar medidas contra el dengue.
El 20 de febrero, el MINSA reportó 21 personas fallecidas por el dengue y 18 001 personas infectadas, siendo un 72.6% con respecto al 2023. Las regiones más afectadas por la enfermedad fueron: Piura, La Libertad, Ica, Áncash, San Martín, Loreto y Ucayali.
El 23 de febrero, César Vásquez, ministro de salud, anunció que las regiones de Áncash, La Libertad, Ica y Piura serían declaradas en estado de emergencia sanitaria por el brote de dengue. Según señaló Vásquez, el dengue se había desbordado en diversas regiones del país.
El 25 de febrero, Dirección de Salud Ambiental e Inocuidad Alimentaria de la DIRIS Lima Norte reportó la identificación de 1339 viviendas con presencia de larvas del zancudo transmisor del dengue.
El 26 de febrero, Vásquez reportó la muerte de 32 peruanos a causa del dengue y 17 965 casos de dicha enfermedad a nivel nacional.  Además, informó que 20 regiones del país serían declaradas en emergencia sanitaria señalando que algunas regiones iban a ser declaradas en tal situación debido al "riesgo inminente" y agregó que se dio un aumento del 95% de casos con respecto al período enero-febrero del 2023.  Se reportó que la ciudad de Casma, en Áncash, se concentraba el 60% de los casos en dicha región. El 29 de febrero, el ministro de salud anunció que el dengue "no está bajo control, es una epidemia y es inminente que siga creciendo... A pesar de que nosotros estamos haciendo todos los esfuerzo... de nada va a servir si es que a esta cruzada no se suma la población”.
El 6 de marzo, debido al incremento de casos de dengue, se suspendió en Casma el inicio de clases para el 25 de marzo. El 7 de marzo, se anunció el primer caso de dengue en Arequipa. El 8 de marzo, la DIRIS Lima Centro anunció la fumigación de 1414 viviendas. Para dicha fecha, el MINSA anunció 46 522 casos a nivel nacional y 53 muertes, teniendo Lima un incremento de 1 900 contagios en una semana.
El 9 de marzo, se reportó en Comas 317 casos. Para el 10 de marzo, se reportó en Piura 12 fallecidos y 8037 casos de personas contagiadas de la enfermedad. Además, el ministro de salud lideró una campaña de control larvario en 23 236 viviendas en San Juan de Miraflores.
Para junio, se reportó 249843 casos y 207 fallecidos. En julio, se reportó 257223 casos, siendo el más afectado Lima.

### Fallecidos notables
La personalidad de internet Jainer Pinedo, más conocido como El Ingeniero Bailarín, falleció el 18 de agosto de 2024 en Chiclayo por la enfermedad.